# Craig Weller
Pour les articles homonymes, voir Weller.
Craig Weller (né le 17 mars 1981 à Calgary dans la province d'Alberta au Canada) est un joueur professionnel canadien de hockey sur glace. Il évoluait au poste d'ailier droit ou de défenseur.

## Biographie
Il est sélectionné par les Blues de Saint-Louis en 167e position du repêchage d'entrée dans la LNH 2000 après avoir joué pour les Canucks de Calgary dans la Ligue de hockey junior de l'Alberta. Après un bref passage avec les Bulldogs de Minnesota-Duluth dans les rangs universitaires américains lors de la saison 2000-2001, il rejoint les rangs juniors durant cette saison en jouant avec l'Ice de Kootenay dans la LHOu et y joue deux saisons avec cette équipe. Il aide l'Ice à remporter la Coupe Memorial en 2002.
Non signé par les Blues, il s'entend comme agent libre avec les Rangers de New York. Après avoir joué cinq saisons dans la Ligue américaine de hockey avec le Wolf Pack de Hartford sans être rappelé par les Rangers, il signe avec les Coyotes de Phoenix durant l'été 2007 et parvient à se faire une place avec l'équipe de la LNH, jouant 59 parties pour 11 points.
Il signe avec le Wild du Minnesota la saison suivante, mais ne joue que 36 parties pour 3 points. Il passe la saison 2009-2010 dans la LAH avant de partir jouer au Royaume-Uni, en Autriche puis en Allemagne pour les trois saisons qui suivent.

## Statistiques
| Saison     | Équipe                       | Ligue      |    | Saison régulière | Saison régulière | Saison régulière | Saison régulière | Saison régulière |   | Séries éliminatoires | Séries éliminatoires | Séries éliminatoires | Séries éliminatoires | Séries éliminatoires |
| Saison     | Équipe                       | Ligue      | PJ | B                | A                | Pts              | Pun              | PJ               | B | A                    | Pts                  | Pun                  |                      |                      |
| 1998-1999  | Canucks de Calgary           | AJHL       | 49 | 4                | 14               | 18               | 80               | 13               | 0 | 1                    | 1                    | 10                   |                      |                      |
| 1999-2000  | Canucks de Calgary           | AJHL       | 53 | 3                | 14               | 17               | 100              | 4                | 0 | 0                    | 0                    | 4                    |                      |                      |
| 2000-2001  | Bulldogs de Minnesota-Duluth | WCHA       | 6  | 0                | 1                | 1                | 0                | -                | - | -                    | -                    | -                    |                      |                      |
| 2000-2001  | Ice de Kootenay              | LHOu       | 30 | 1                | 5                | 6                | 40               | 11               | 0 | 2                    | 2                    | 26                   |                      |                      |
| 2001-2002  | Ice de Kootenay              | LHOu       | 69 | 5                | 13               | 18               | 127              | 22               | 3 | 7                    | 10                   | 27                   |                      |                      |
| 2002-2003  | Checkers de Charlotte        | ECHL       | 48 | 3                | 11               | 14               | 84               | -                | - | -                    | -                    | -                    |                      |                      |
| 2002-2003  | Wolf Pack de Hartford        | LAH        | 11 | 0                | 0                | 0                | 8                | 2                | 0 | 0                    | 0                    | 0                    |                      |                      |
| 2003-2004  | Wolf Pack de Hartford        | LAH        | 68 | 5                | 9                | 14               | 86               | 16               | 2 | 2                    | 4                    | 30                   |                      |                      |
| 2004-2005  | Wolf Pack de Hartford        | LAH        | 76 | 10               | 9                | 19               | 182              | 6                | 0 | 1                    | 1                    | 6                    |                      |                      |
| 2005-2006  | Wolf Pack de Hartford        | LAH        | 80 | 12               | 22               | 34               | 152              | 13               | 2 | 3                    | 5                    | 44                   |                      |                      |
| 2006-2007  | Wolf Pack de Hartford        | LAH        | 56 | 11               | 6                | 17               | 96               | 4                | 0 | 0                    | 0                    | 4                    |                      |                      |
| 2007-2008  | Coyotes de Phoenix           | LNH        | 59 | 3                | 8                | 11               | 80               | -                | - | -                    | -                    | -                    |                      |                      |
| 2008-2009  | Wild du Minnesota            | LNH        | 36 | 1                | 2                | 3                | 47               | -                | - | -                    | -                    | -                    |                      |                      |
| 2009-2010  | Aeros de Houston             | LAH        | 5  | 0                | 1                | 1                | 7                | -                | - | -                    | -                    | -                    |                      |                      |
| 2009-2010  | Bruins de Providence         | LAH        | 55 | 4                | 10               | 14               | 62               | -                | - | -                    | -                    | -                    |                      |                      |
| 2009-2010  | Wolves de Chicago            | LAH        | 14 | 0                | 3                | 3                | 21               | 4                | 0 | 0                    | 0                    | 4                    |                      |                      |
| 2010-2011  | Cardiff Devils               | EIHL       | 39 | 14               | 36               | 50               | 48               | 4                | 2 | 0                    | 2                    | 6                    |                      |                      |
| 2011-2012  | EC Villacher SV              | EBEL       | 45 | 5                | 6                | 11               | 107              | -                | - | -                    | -                    | -                    |                      |                      |
| 2012-2013  | ERC Ingolstadt               | DEL        | 34 | 0                | 1                | 1                | 36               | 4                | 0 | 1                    | 1                    | 27                   |                      |                      |
| Totaux LNH | Totaux LNH                   | Totaux LNH | 95 | 4                | 10               | 14               | 127              | -                | - | -                    | -                    | -                    |                      |                      |

## Trophées et honneurs personnels
- 2001-2002 : 
  - nommé dans la deuxième équipe d'étoiles de l'association Ouest de la LHOu ;
  - champion de la Coupe du Président avec l'Ice de Kootenay ;
  - champion de la Coupe Memorial avec l'Ice de Kootenay.
- 2010-2011 :
  - nommé meilleur joueur au championnat de Royaume-Uni ;
  - nommé meilleur défenseur au championnat de Royaume-Uni.